# 회색동맹
회색동맹(독일어: Grauer Bund, 이탈리아어: Lega Grigia, 로만슈어: Ligia Grischa 또는 Lia Grischa)는 때때로 오버분트(Oberbund)라고도 하며, 1395년 포어더라인 및 힌터라인 계곡, 라이티아에서 결성되었다. 회색동맹이라는 이름은 사람들이 입는 집에서 만든 회색 옷에서 파생되었다. 이후 동맹은 그라우뷘덴주의 일부가 되었다. 회색동맹은 1471년 라이티아의 다른 두 강대국과 연합하여 3개의 동맹을 형성하였다. 그것은 또한 구스위스 연방의 동료이자, 동맹이었으며, 30년 전쟁의 구축에 역할을 했다.

## 설립
12세기 후반에 라이티아 계곡의 공동체는 일반적으로 작고, 독립적이었다. 대규모 지주도 거의 없었고 중앙 기관도 없었다. 수년 동안 벨몬트 영주, 베르덴베르그 영주, 레췬스 영주, 쿠어 주교와 소수 귀족 사이에 유혈 분쟁과 전투가 벌어졌다. 끊임없는 전쟁은이 지역의 무역과 교통에 심각한 피해를 입혔다. 폭력을 줄이고 무역을 장려하기 위해 계곡의 지도자들과 귀족들은 동맹이나 동맹을 결성할 것을 제안했다. 이 동맹은 회색 동맹으로 알려졌다.
회색동맹은 알프스의 포어더라인과 힌터라인 계곡에서 온 21개 공동체의 연합을 통해 설립되었다. 1395년 2월 14일, 포어더라인의 3명의 주요 귀족(디젠티스 수도원의 수도원장, 요하네스 폰 일란츠, 울리히 2세 폰 레췬스 남작 및 알버트 폰 삭스-미속스)은 일란츠의 법원 지자체 대표들과 함께 “영원한 동맹”을 만들었다. 동맹이 주로 고지대에 위치해 있기 때문에 고지 동맹(Ober Bund 또는 오버분트)으로도 알려져 있다. 5일 후, 요한 폰 베르덴베르크-자르간스 백작이 플림저발트에서 동맹에 합류했다.
리그는 단순한 군사 동맹 이상이었다. 여기에는 도로의 보안 강화와 리그 내 자유 무역이 포함되었다. 법이 표준화되었고 평민들에게도 보호와 재판을 받을 권리가 부여되었다. 살인, 과실치사, 강도 및 절도에 대해 가혹한 처벌이 내려졌다. 란트프리덴(Landfrieden) 또는 평화의 땅으로 알려진 범죄, 처벌 및 권리 목록이 작성되었다. 란트프리덴은 법과 처벌을 표준화하여 법의 지배를 강화했다. 란트프리덴 하에서 갈등은 공개적인 갈등이 아니라 법원을 통해 해결되어야 했다. 란트프리덴 피해자가 가하는 자의적 형벌에서 근대적 형벌 체계로 가는 첫걸음이었다.

## 확장
1399년 4월 4일, 호헨트린스의 통치자(베르 덴베르크-하일리겐부르크 백작에게 맹세함)와 트린, 타민스, 그리고 라이헤나우로 가는 유료 다리의 사람들이 동맹에 합류했다. 포어더라인 계곡 전체가 이제 리그의 일부가 되었다. 1400년 5월 25일, 리그는 글라루스와 또 다른 동맹을 결성하여 글라루스의 가축 상인과 다른 상인들에게 남쪽 통로를 열어주었다.
1424년 3월 16일, 동맹은 리그를 재확인하고 확장하기 위해 트룬의 전설적인 단풍나무 아래에서 만났다. 이때부터 회색동맹이라는 이름이 독점적으로 사용되었다. 회색은 그 지역에 풍부했던 집에서 짠 회색 모직 의류를 나타낸다. 트룬은 최고 민간 항소 법원이 될 공정한 연맹 법원의 자리로 따로 지정되었다. 처음에는 12명의 판사가 임명되었지만, 나중에 15명으로 확장되었다.
1424년에 힌터라인 계곡, 하인첸베르크-투지스, 샴스 및 라인발트의 공동체가 완전히 동맹에 합류했다. 이 확장으로 동맹은 이제 포어더라인 계곡의 루크마니에 고개와 함께 전략적으로 스를루에겐과 산베르나르디노 고개를 통제했다. 1480년 4월 23일, 상부 메솔치나(독일어: Misox) 계곡이 동맹에 합류했다. 그런 다음 1496년에 나머지 계곡이 동맹에 합류했다. 1406년과 1525년 모두 신의 가문 연맹(League of God's House) 일부가 연맹에 가입했고, 1440년 쿠어(신의 가문 연맹의 수장)가 합류했다. 1471년에 십재판구 동맹이 연맹에 가입했다. 회색동맹, 신의 가문 연맹 및 십재판구 동맹의 조합은 삼동맹으로 알려지게 되었다.

## 삼동맹
약 1471년 이후에 3개의 분리된 동맹이 3개의 연맹체로 합쳐졌다. 1524년 9월 23일 연방 의회(Bundesbrief)는 나폴레옹이 동맹을 해산할 때까지 유지될 삼동맹을 위한 헌법을 만들었다. 그러나 리그는 현대적 의미에서 통일된 국가가 아니었다. 삼동맹은 3개의 주의 연합으로 함께 일했고, 리그의 거의 모든 문제는 국민 투표로 해결되었다. 삼동맹은 또한 모든 결정이 공동체주의에 의해 내려진 유일한 영토였다는 점에서 초기 근대 유럽에서 독특했으며, 동맹은 협력적 결정에 의해 설립, 통치 및 방어되었다.
삼동맹은 일반적으로 구스위스 연방과 동맹을 맺었다. 처음에 이것은 합스부르크 왕가의 확장에 대한 응답이었다. 1520년 밀라노 공국에 대한 무쏘 전쟁은 동맹을 구스위스 연방에 더 가깝게 만들었다. 이 동맹은 나폴레옹 전쟁이 일어나기 전까지 스위스의 동맹으로 남아 있었고, 그때 헬베티아 공화국에 흡수되었다. 나폴레옹의 〈중재법〉 이후, 3개 동맹은 그라우뷘덴주가 되었다.

## 같이 보기
- 삼동맹
- 슈바벤 전쟁